# Give me Just a Little More Time
«Give Me Just a Little More Time» (Dame Solo Un Tiempo Más) es el sencillo debut de Chairmen of the Board, publicado en 1970 por el sello Capitol Records.  
En 1982, Angela Clemmons publicó una versión dance de "Give Me Just a Little More Time" que fue bastante popular.

## Versión de Kylie Minogue
"Give Me Just a Little More Time" fue grabada en 1992 por la cantante pop australiana Kylie Minogue. Fue una de las últimas pistas en grabarse de su cuarto álbum, Let's Get to It. Fue publicada como sencillo, y alcanzó el #2 en el UK Singles Chart, convirtiéndose en el décimo sencillo en alcanzar el primer o segundo lugar en el chart británico.

## Sencillos
7" sencillo PWL 9031-76385-7	año 1992
1. 	Give Me Just A Little More Time	  	3:08
2. 	Do You Dare? (NRG Edit)		3:20
12" sencillo año 1992
1. Give Me Just a Little More Time (12" Version) - 4:35
2. Do You Dare (NRG Mix) - 7:04
3. Do You Dare (New Rave Mix) - 6:40
CD sencillo año 1992
1. Give Me Just a Little More Time - 3:07
2. Give Me Just a Little More Time (12" Version) - 4:35
3. Do You Dare (NRG Mix) - 7:04
4. Do You Dare (New Rave Mix) - 6:40

## Posicionamiento
| Listas (1992) | Posición |
| ------------- | -------- |
| Alemania      | 51       |
| Australia     | 24       |
| Irlanda       | 6        |
| Israel        | 1        |
| Reino Unido   | 2        |
| Sudáfrica     | 1        |